# UFC 202
UFC 202: Diaz vs. McGregor 2 — событие организации смешанных боевых искусств Ultimate Fighting Championship, которое прошло 20 августа 2016 года в спортивном комплексе T-Mobile Arena в Лас-Вегасе, штат Невада, США.
Это событие стало первым после продажи организации WME-IMG.

## Результаты
| Категория                            |                   |      |                  | Способ                                           | Раунд | Время |
| Основные бои                         |                   |      |                  |                                                  |       |       |
| Полусредний вес                      | Конор Макгрегор   | поб. | Нейт Диас        | Решение большинства (48-47, 47-47, 48-47)        | 5     | 5:00  |
| Полутяжёлый вес                      | Энтони Джонсон    | поб. | Гловер Тейшейра  | Нокаут (удары)                                   | 1     | 0:13  |
| Полусредний вес                      | Дональд Серроне   | поб. | Рик Стори        | Технический нокаут (удар ногой в голову и удары) | 2     | 2:02  |
| Полусредний вес                      | Майк Перри        | поб. | Лим Хён Гю       | Технический нокаут (удары)                       | 1     | 3:38  |
| Полусредний вес                      | Тим Минс          | поб. | Собах Хомаси     | Технический нокаут (удары)                       | 2     | 2:56  |
| Предварительные бои (Fox Sports 1)   |                   |      |                  |                                                  |       |       |
| Легчайший вес                        | Коди Гарбрандт    | поб. | Такэя Мидзугаки  | Технический нокаут (удары)                       | 1     | 0:48  |
| Женский легчайший вес                | Ракель Пеннингтон | поб. | Элизабет Филлипс | Единогласным решением (30-27, 30-27, 30-27)      | 3     | 5:00  |
| Полулёгкий вес                       | Артем Лобов       | поб. | Крис Авила       | Единогласным решением (30-27, 30-27, 30-27)      | 3     | 5:00  |
| Женский наилегчайший                 | Кортни Кейси      | поб. | Ранда Маркос     | Болевой прием (рычаг локтя)                      | 1     | 4:34  |
| Предварительные бои (UFC Fight Pass) |                   |      |                  |                                                  |       |       |
| Полусредний вес                      | Лоренз Ларкин     | поб. | Нил Магни        | Технический нокаут (удары локтями)               | 1     | 4:08  |
| Полусредний вес                      | Колби Ковингтон   | поб. | Макс Гриффин     | Технический нокаут (удары)                       | 3     | 2:18  |
| Средний вес                          | Марвин Веттори    | поб. | Альберто Уда     | Удушающий прием (гильотина)                      | 1     | 4:30  |

## Награды
Следующие бойцы получили бонусные выплаты в размере $50 000
- Лучший бой вечера: Конор Макгрегор против Нейта Диаса
- Выступление вечера: Энтони Джонсон и Дональд Серроне

## Выплаты
Ниже приводятся суммы официальных выплат, опубликованные Атлетической Комиссией штата Невада. Они не включают спонсорских денег, прибыли за продажу платных трансляций и призовых за награды. Общая выплата на мероприятие $6,106,000.
- Конор Макгрегор: $3,000,000 поб. Нейт Диас: $2,000,000
- Энтони Джонсон: $270,000 (включая бонус за победу $135,000) поб. Гловер Тейшера: $65,000
- Дональд Серроне: $170,000 (включая бонус за победу $85,000) поб. Рик Стори: $41,000
- Майкл Перри: $20,000 (включая бонус за победу $10,000) поб. Лим Хён Гю: $18,000
- Тим Минс: $62,000 (включая бонус за победу $31,000) поб. Собах Хомаси: $12,000
- Коди Гарбрандт: $54,000 (включая бонус за победу $27,000) поб. Такея Мизугаки: $39,000
- Ракель Пеннингтон: $46,000 (включая бонус за победу $23,000) поб. Элизабет Филлипс: $12,000
- Артем Лобов: $26,000 (включая бонус за победу $13,000) поб. Крис Авила: $10,000
- Кортни Кейси: $40,000 (включая бонус за победу $20,000) поб. Ранда Маркос: $14,000
- Лоренц Ларкин: $78,000 (включая бонус за победу $39,000) поб. Нил Мэгни: $47,000
- Колби Ковингтон: $42,000 (включая бонус за победу $21,000) поб. Макс Гриффин: $10,000
- Марвин Веттори: $20,000 (включая бонус за победу $10,000) поб. Альберто Уда: $10,000